# 명당 (영화)
"명당"은 2018년에 개봉한 대한민국의 영화이다.

## 개요
땅의 기운을 점쳐 인간의 운명을 바꿀 수 있는 천재 지관 박재상(조승우)과 왕이 될 수 있는 천하명당을 차지하려는 이들의 대립과 욕망을 그린 작품

## 캐스팅
- 조승우 : 박재상 역
- 지성 : 흥선군 역
- 김성균 : 김병기 역
- 문채원 : 초선 역
- 유재명 : 구용식 역
- 박충선 : 정만인 역
- 백윤식 : 김좌근 역
- 이원근 : 헌종 역
- 강태오 : 원경 역
- 태인호 : 천희연 역
- 전신환 : 하정일 역
- 조현식 : 장순규 역
- 정재헌 : 안필주 역
- 여무영 : 예조판서 역
- 송영재 : 한성판윤 역
- 문종원 : 우귀남 역
- 김서현 : 어의 역
- 최재섭 : 헌종내시 역
- 강정우 : 효명내시 역
- 이규섭 : 우귀남 수하 1 역
- 공소야 : 우귀남 수하 2 역
- 윤서진 : 우귀남 수하 3 역
- 노형원 : 우귀남 수하 4 역
- 최윤빈 : 우귀남 수하 5 역
- 김동규 : 우귀남 수하 6 역
- 최종윤 : 무장 1 역
- 조찬형: 무장 2 역
- 김규선 : 박재상 아내 역
- 이동희 : 늙은 노비 역
- 김광현 : 내금위장 역
- 이예선 : 어린 소녀노비 역
- 김주령 : 친정엄마 역
- 손수아 : 남씨 부인 역
- 서하윤 : 어린 헌종역
- 정종열 : 집주인 역
- 김봉조 : 맹꽁이 역
- 지남혁 : 두꺼비 역
- 장해숙 : 수심녀 역
- 김도엽 : 수심녀 아들 역
- 이동용 : 농민 1 역
- 진용욱 : 농민 2 역
- 홍완표 : 관아 역
- 조경현 : 하인 역
- 김하림 : 놀림기생 1 역
- 이정빈 : 놀림기생 2 역
- 윤가현 : 마님 1 역
- 김서연 : 마님 2 역
- 박옥출 : 마님 3 역
- 정혜경 : 마님 4 역
- 한지우 : 중전 역
- 이도아 : 최상궁 역
- 이주연 : 접대기생 1 역
- 이주우 : 접대기생 2 역
- 조준형 : 상인 1 역
- 이종윤 : 상인 2 역
- 이승철 : 상인 3 역
- 김에녹 : 젊은노비 역
- 윤영걸 : 능지기 1 역
- 조혁준 : 능지기 2 역
- 오수 : 양반 1 역
- 이광열 : 양반 2 역
- 연송하 : 소문기생 1 역
- 하유원 : 소문기생 2 역
- 임채선 : 남자 1 역
- 성낙경 : 남자 2 역
- 연선식 : 남자 3 역
- 전서준 : 어린아들 역
- 백인권 : 정만인 노비 역
- 안치욱 : 스님 1 역
- 이시우 : 고종 역
- 김금순 : 주막주인 역
- 이무생 : 지관 1 역
- 손성찬 : 지관 2 역
- 김도연 : 헌종내시 역
- 한일규 : 초선하인 역
- 최다영 : 헌종상궁 1 역
- 임다애 : 헌종상궁 2 역
- 이정현 : 헌종나인 1 역
- 정다이 : 헌종나인 2 역
- 이진승 : 남씨부인남편 친구 역
- 정새한 : 남씨부인남편 대역
- 이성훈 : 시장상인 1 역
- 김영조 : 시장상인 2 역
- 이육헌 : 시장상인 3 역
- 유재상 : 푸줏간 역
- 권혁성 : 떡방아상인 1 역
- 이호균 : 떡방아상인 2 역
- 홍준호 : 월영각 양반 2 역
- 박상혁 : 내관 역
- 전현수 : 내관 역
- 김도준 : 내관 역
- 김선혁 : 사헌부 역
- 조승범 : 사헌부 역
- 배건하 : 사헌부 역
- 현익창 : 사헌부 역
- 권하영 : 월영각 기생 역
- 성예림 : 월영각 기생 역
- 김진솔 : 월영각 기생 역
- 이의현 : 월영각 기생 역
- 안도은 : 월영각 기생 역
- 주수빈 : 월영각 기생 역
- 임지은 : 월영각 기생 역
- 이세희 : 월영각 기생 역
- 홍은진 : 월영각 기생 역
- 이유리 : 월영각 기생 역
- 오성현 : 월영각 기생 역
- 김가윤 : 월영각 기생 역
- 조현경 : 월영각 기생 역
- 차가영 : 월영각 기생 역
- 정한길 : 월영각 기생 역
- 고현진 : 월영각 기생 역
- 태지우 : 월영각 기생 역
- 이수아 : 월영각 기생 역
- 심희진 : 월영각 기생 역
- 박세은 : 월영각 기생 역
- 이가희 : 월영각 기생 역
- 박미리 : 월영각 기생 역
- 구설아 : 월영각 기생 역
- 남다솜 : 월영각 기생 역
- 박지현 : 월영각 기생 역
- 황은선 : 월영각 기생 역
- 지희 : 월영각 기생 역
- 김송영 : 월영각 기생 역
- 안성봉 : 가야사 무관 역
- 황성웅 : 가야사 무관 역
- 최선호 : 가야사 무관 역
- 최혁준 : 가야사 무관 역
- 선인호 : 가야사 무관 역
- 배진호 : 가야사 무관 역
- 김찬욱 : 가야사 무관 역
- 이창석 : 가야사 무관 역
- 박기태 : 가야사 무관 역
- 김계형 : 가야사 무관 역
- 김기태 : 가야사 무관 역
- 김동현 : 가야사 무관 역
- 엄민구 : 가야사 무관 역
- 김승용 : 가야사 무관 역
- 유태선 : 가야사 무관 역
- 김준영 : 가야사 무관 역
- 이준용 : 가야사 무관 역
- 김진혁 : 가야사 무관 역
- 이중윤 : 가야사 무관 역
- 김찬오 : 가야사 무관 역
- 임광섭 : 가야사 무관 역
- 김태응 : 가야사 무관 역
- 정영재 : 가야사 무관 역
- 노진수 : 가야사 무관 역
- 정재용 : 가야사 무관 역
- 문경식 : 가야사 무관 역
- 정지웅 : 가야사 무관 역
- 박인호 : 가야사 무관 역
- 조서진 : 가야사 무관 역
- 박진웅 : 가야사 무관 역
- 조주한 : 가야사 무관 역
- 송상훈 : 가야사 무관 역
- 최우석 : 가야사 무관 역
- 신동국 : 가야사 무관 역
- 황휘순 : 가야사 무관 역
- 신윤수 : 가야사 무관 역
- 유선민 : 가야사 무관 역
- 남열 : 가야사 무관 역
- 조단 : 가야사 무관 역
- 한훈 : 가야사 무관 역
- 조복래 : 뻐꾸기 역 (우정출연)
- 조성환 : 월영각 양반 역 (우정출연)
- 김민재 : 효명세자 역 (특별출연)
- 손병호 : 김윤철 역 (특별출연)
- 양동근 : 남씨부인 남편 역 (특별출연)
- 이윤건 : 순조 역 (특별출연)
- 허성태 : 이시영 역 (특별출연)
- 심희섭 : 이회영 역 (특별출연)

## 같이 보기
- 2018년 대한민국의 영화 목록

## 수상
- 2018년 제38회 하와이국제영화제 후보 스포트라이트 온 코리아 (박희곤)